# Chitwoodia
Chitwoodia är ett släkte av rundmaskar. Chitwoodia ingår i familjen Axonolaimidae.
Kladogram enligt Catalogue of Life och Dyntaxa:
| Chitwoodia | \| \| Chitwoodia falcata \| \| \| \| \| \| Chitwoodia menora \| \| \| \| |
|            | \| \| Chitwoodia falcata \| \| \| \| \| \| Chitwoodia menora \| \| \| \| |
|            | Chitwoodia falcata                                                       |
|            |                                                                          |
|            | Chitwoodia menora                                                        |
|            |                                                                          |